# František Ferda
František Ferda (31. března 1915 Spálené Poříčí – 7. července 1991 Sušice) byl český kněz a léčitel, který byl údajně i na dálku schopen pomocí „informačního pole“ stanovit přesnou diagnózu pacienta, příčinu a vývoj jeho onemocnění, a zároveň vybrat nejvhodnější přírodní léky a postup léčby.[zdroj?] Pro léčbu rakoviny vytvořil bezbílkovinnou dietu, kterou nazval „Totální protirakovinná kúra“ – TPK.
Vystudoval arcibiskupské gymnázium a bohosloveckou fakultu v Praze, v roce 1939 byl vysvěcen na kněze. Za války žil v  Petrovicích na Sedlčansku, po válce působil na faře v Nechvalicích. V rámci proticírkevních represí byl 16. února 1951 zatčen a v procesu "Jaroslav Pilík a spol." odsouzen pro spáchání vlastizrady ke 14 letům vězení , vysoké pokutě a zbavení občanských práv, vč. zákazu kněžského působení. Ve vězení strávil dobu od roku 1951 do roku 1960, kdy byl po prezidentské amnestii propuštěn. Po propuštění pracoval manuálně v plzeňském pivovaru.  V roce 1969 získal státní souhlas a začal působit jako duchovní správce v Domově důchodců v Újezdci u Klatov a později také v Sušici. Od roku 1978 se již plně věnoval léčitelství ve svém domku v Sušici. Měl rozsáhlou klientelu, v níž nechyběli ani komunističtí funkcionáři a přední umělci. 
Až do roku 1986 na něj vedla Státní bezpečnost svazek s krycím jménem "Felčar". 
Rozsudkem Krajského soudu v Praze byl dne 30. října 1991 soudně (posmrtně) rehabilitován. 
Na návrh Společnosti pro výzkum zločinů komunismu uznalo 13. února 2025 Ministerstvo obrany ČR odbojové aktivity Františka Ferdy v době nesvobody, především na Sedlčansku v roce 1949, a udělilo mu in memoriam status účastníka odboje a odporu proti komunismu.

## Galerie

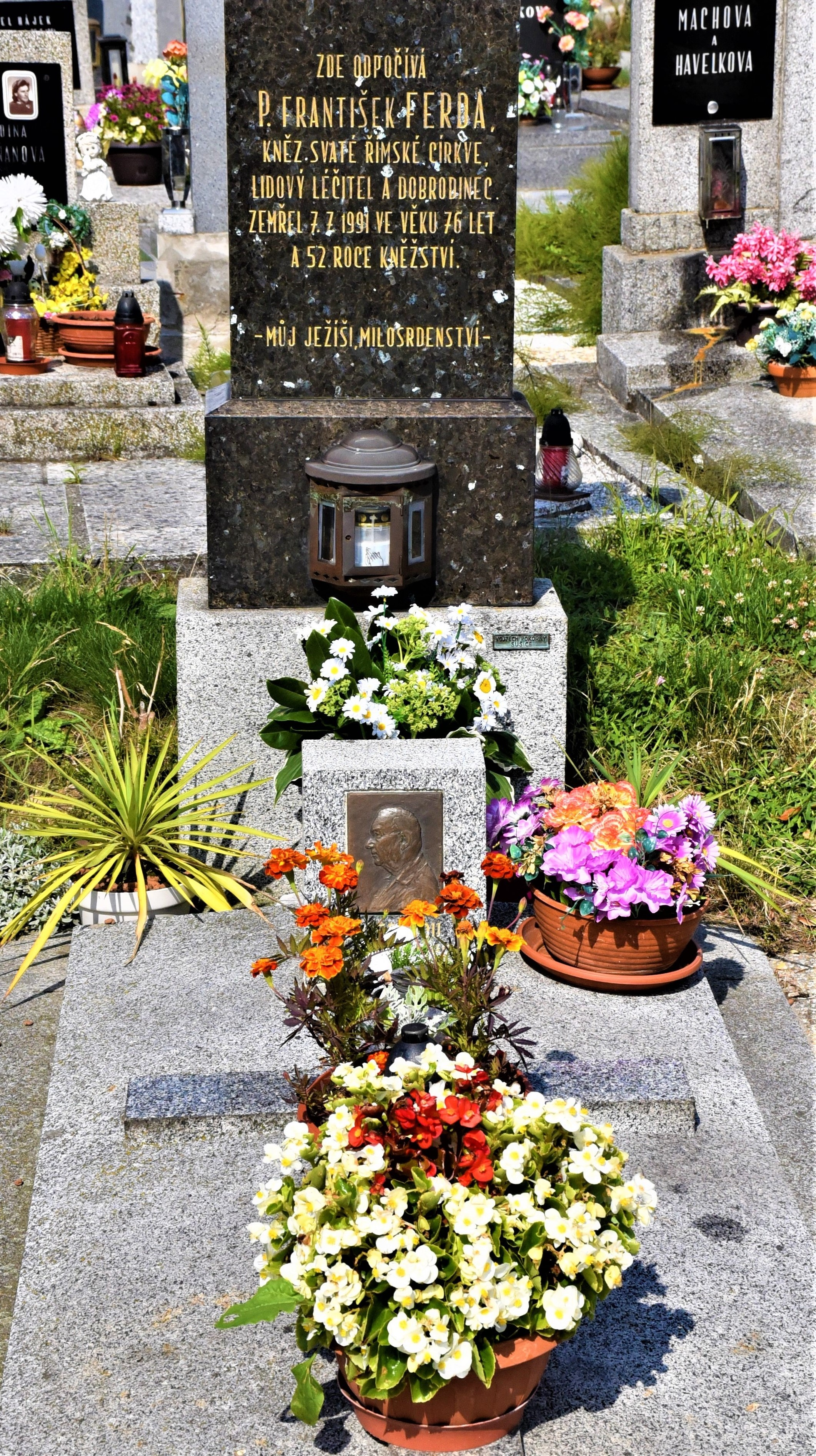
Hrob na hřbitově v Sušici
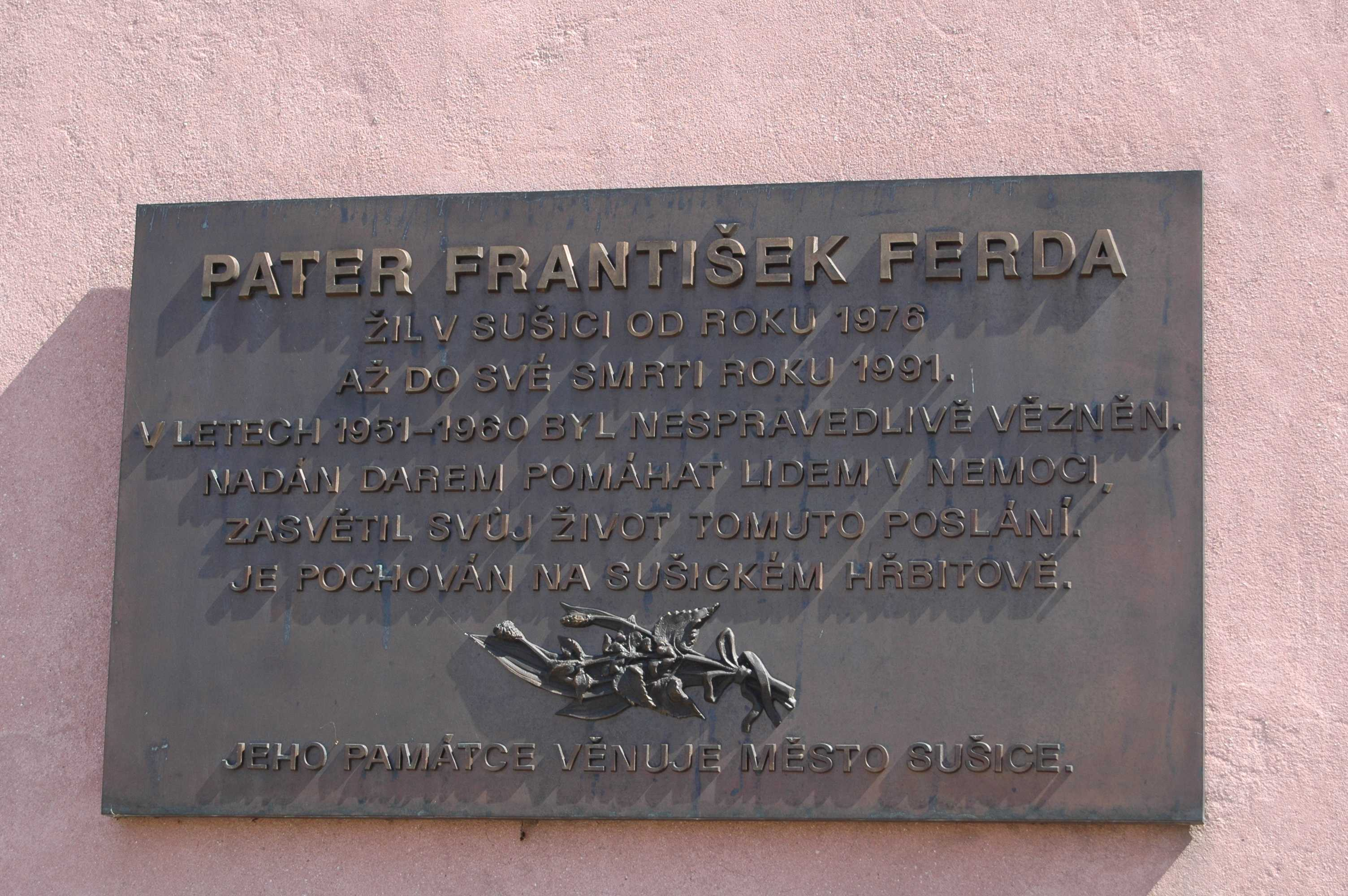
Pamětní deska v Sušici